# Relaciones laborales

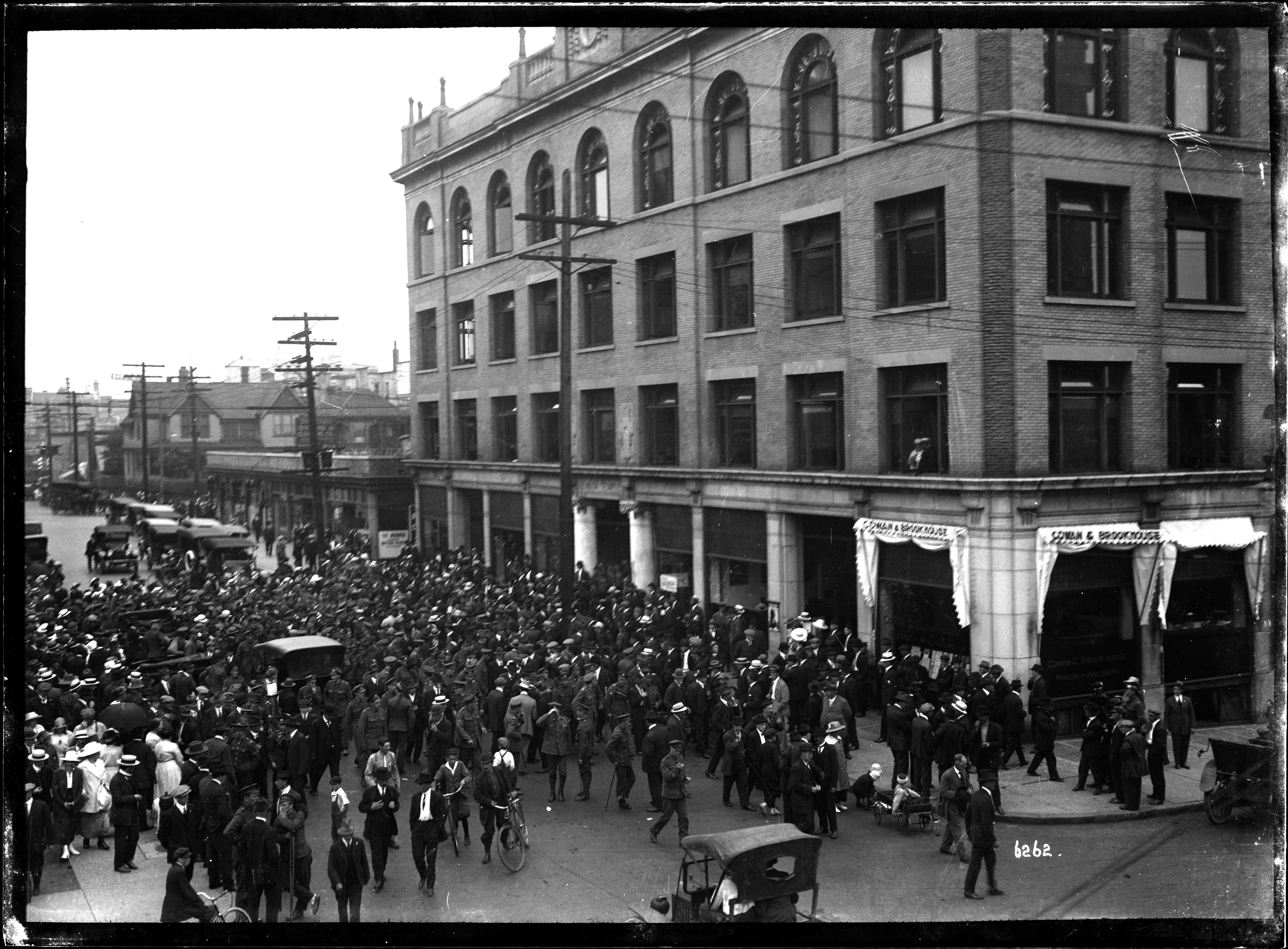
Templo del Trabajo de Vancouver durante la huelga general de 1918

Las relaciones laborales, también llamadas relaciones industriales en el mundo anglosajón, son un campo de estudio que analiza la gobernanza de la regulación del trabajo y el empleo, tanto de regulaciones con alcance colectivo como individual. La investigación en este campo ha comprendido cuatro dimensiones clave: la democracia industrial (p.ej. la participación de las y los empleadores), la competitividad industrial (la eficiencia de la relación laboral), la justicia social en el trabajo (la distribución justa y no-discriminatoria de oportunidades y resultados) y la calidad del trabajo (la salud, la seguridad o el bienestar laboral). Es un campo de estudio interdisciplinar en el que participan, entre otras disciplinas, la sociología del trabajo, la administración de empresas, la economía laboral y el derecho laboral.
Desde la perspectiva del derecho, son aquellas relaciones que se establecen entre el trabajo y el capital en el proceso productivo. En esa relación, la persona que aporta el trabajo se denomina trabajador o trabajadora, en tanto que la que aporta el capital se denomina empleador o empleadora, patronal, empresario o empresaria. Los y las trabajadoras siempre son una persona física, en tanto que los y las empleadoras pueden ser tanto una persona física como una persona jurídica. En las sociedades modernas la relación laboral se regula por un contrato de trabajo en el cual ambas partes son formalmente libres.

## El salario
El salario o remuneración es uno de los elementos importantes en el mantenimiento de una relación de trabajo armónica. La mayoría de los conflictos y usualmente las cuestiones más controvertidas, están relacionadas con el salario. El salario es la plusvalía del esfuerzo físico o mental que contribuye en el proceso productivo a obtener un bien de uso o brindar un servicio. Se define como remuneración a la contraprestación que se brinda en dinero o en especie al trabajador y trabajadoras por poner a disposición del empleador y empleadora su capacidad de trabajo. Esto implica el conocimiento de ambas partes de obligarse al cumplimiento de determinados deberes y obligaciones, como por ejemplo para el empleador y la empleadora: dar trabajo y pagar una remuneración por el mismo, y en el caso del trabajador y la trabajadora estar a disposición un determinado número de horas en un día (jornada laboral) a efectos de realizar tareas que le son encomendadas por el empleador y la empleadora.
Para la determinación del salario existen múltiples posiciones, muchas veces contradictorias y regulaciones legales.
La referencia principal para la determinación del salario es el llamado salario mínimo. El salario mínimo es una decisión del Estado estableciendo un monto mínimo para todos los salarios. En muchos casos esa decisión se adopta de manera consensuada con las organizaciones sindicales y de empleadores y empleadoras. En algunos países el salario mínimo se establece por estado-provincia (regionalmente), en tanto que en otros países se establece para todo el país.
Dos parámetros básicos suelen utilizarse para establecer los salarios: la ganancia del capital y la productividad del trabajo. En el primer caso se calcula el porcentaje sobre el valor agregado que corresponde a las ganancias del capital y a los salarios; en los países más desarrollados el porcentaje correspondiente a los salarios es considerablemente más alto que en los países no desarrollados. En el segundo caso se calcula el producto generado por un trabajador o trabajadora en determinado tiempo de trabajo; en general, a mayor producción en el mismo tiempo, debería corresponder un aumento salarial.
En los convenios colectivos suelen establecerse grillas salariales en relación con la categoría de cada trabajador y trabajadora, es decir con la complejidad y capacitación necesaria para cada tarea.

## Relaciones individuales y colectivas
Las relaciones laborales individuales son las que establece una persona trabajadora aislada directamente con su empleador, empleadora o representante. 
En la relación laboral individual, la persona trabajadora se encuentra en situación de dependencia o subordinación del empleador o empleadora. Esa desigualdad jurídica dificulta la posibilidad de una relación contractual entre ambas partes, ya que la voluntad del trabajador o de la trabajadora está afectada. Lo que podría causar situaciones incómodas, injustas o personales que afecte el estado emocional de la persona trabajadora. Adicionalmente, el trabajador o la trabajadora suele encontrarse en una situación de debilidad económica frente a la persona empleadora. Por esta razón Alain Suppiot ha sostenido que el derecho civil fracasa cuando intenta ser aplicado a la relación laboral individual y que el mundo del trabajo solo puede ser civilizado si la persona trabajadora se organiza sindicalmente y negocia colectivamente con el empleador.
Y cuando hablamos de relaciones colectivas de trabajo estamos hablando de acciones y derechos que corresponden a todas y todos los trabajadores por el hecho de serlo. Cuando la representación es sindical esta se vincula por medio de las secciones sindicales y de las delegadas y delegados sindicales. Los modos y maneras que tienen las personas trabajadoras de participar en la dirección de las actividades de la empresa son muchos y afecta a varias áreas, como son la negociación colectiva y control de las condiciones de trabajo entre otras. Debido a ellos se hace necesario para entender dicha dinámica el estudio de las funciones y competencias que disponen las mismas.

## Negociación colectiva y diálogo social entre personas
Una de las manifestaciones más importantes de las relaciones laborales son las que se realizan de manera colectiva, es decir entre los sindicatos y las empresas o las organizaciones de las y los empleadores. Eventualmente en esas relaciones puede intervenir el Estado.
Las relaciones entre organizaciones de empleadores, empleadoras, trabajadores y trabajadoras, entre sí o con el Estado, se denomina diálogo social y está fundado en el principio del tripartismo, es decir que las cuestiones relacionadas con el empleo deben ser resueltas por las tres partes principales en las relaciones laborales: Estado, capital y trabajo. El diálogo social intenta establecer un clima de cooperación entre las y los actores sociales (sindicatos, empresas y Estado), compartiendo información, consultándose mutuamente, o negociando colectivamente y arribando a convenios colectivos (cuando es entre sindicatos y patrones) o pactos sociales tripartitos (cuando incluye al Estado).

## Recursos humanos y relaciones laborales
Las empresas suelen denominar con el término «recursos humanos» a las cuestiones relacionadas con el manejo del personal. Al ser definidos como «recursos», las y los trabajadores son asimilados a otro tipo de «recursos», como «recursos financieros», o «recursos materiales» (materia prima, maquinaria, etc).
La definición como «recurso» de las cuestiones relacionadas con el personal, tiende a concentrarse en las relaciones técnicas de producción, antes que en las relaciones sociales, dando prioridad a los aspectos disciplinarios y eventualmente psicológicos, pero postergando habitualmente las relaciones colectivas y los intereses personales de las personas trabajadoras.

## Relaciones internacionales de trabajo
Las relaciones internacionales de trabajo existen desde principios del siglo XX cuando se conformó la Organización Internacional del Trabajo (OIT) EN 1919, como ámbito para canalizar las relaciones entre Estados, organizaciones de trabajadores, así como empleadores. Los acuerdos alcanzados en la OIT suelen tomar forma como convenios internacionales de trabajo que siguen los mismos principios que los tratados.
Internacionalmente los empleadores forman parte de una organización única, la Organización internacional de Empleadores (OIE), mientras que y los trabajadores se encuentran organizados en dos centrales, la mayoritaria Confederación Sindical Internacional (CSI) y la Federación Sindical Mundial (FSM), de tendencia comunista.
Asimismo, tanto empleadores como trabajadores se encuentran bajo de las administraciones de las ramas de industria, construcción, metalurgia, textil, minería, hotelería, etc.). Desde fines de los años 80, las organizaciones sectoriales de empleadores y trabajadores han comenzado a firmar acuerdos marco internacionales (AMIs), con el fin de garantizar derechos laborales mínimos en todo el mundo.
Las relaciones internacionales de trabajo han mostrado un gran aumento de su importancia a partir de la globalización.